# Einseleção
Na mecânica quântica, einseleções, abreviação de "superseleção induzida pelo ambiente", é um nome dado por Wojciech H. Zurek para um processo que alega explicar o aparecimento do colapso da função de onda e a emergência de descrições clássicas da realidade a partir de descrições quânticas. Nessa abordagem, a classicidade é descrita como sendo uma propriedade emergente induzida em sistemas quânticos abertos por seus ambientes. Por causa da interação com o ambiente, a grande maioria dos estados no espaço de Hilbert de um sistema aberto quântico se tornam altamente instáveis em razão do emaranhamento com o ambiente, que em essência monitora os observáveis selecionados do sistema. Após um tempo de decoerência, que para objetos macroscópicos é tipicamente muitas ordens de magnitude menor do que qualquer outra escala de tempo dinâmica, um estado quântico genérico decai em um estado incerto que pode ser expresso como uma mistura de simples estados de ponteiro. Dessa forma, o ambiente induz regras de superseleção efetivas. Assim, a einseleção impossibilita a estável existência de superposições puras de estados de ponteiro. Esses 'estados de ponteiro' são estáveis apesar da interação com o ambiente. Os estados einselecionados carecem de coerência e, por consequência, não exibem comportamentos quânticos de emaranhamento e superposição.
Defensores dessa abordagem argumentam que, como apenas estados quase locais, essencialmente clássicos, sobrevivem ao processo de decoerência, a einseleção pode, de muitas maneiras, explicar a emergência de uma realidade (aparentemente) clássica em um universo fundamentalmente quântico (pelo menos para observadores locais). No entanto, o programa básico foi criticado por depender de um argumento circular (por exemplo, por Ruth Kastner). Portanto, a questão de saber se o relato de 'einseleção' realmente pode explicar o fenômeno do colapso da função de onda permanece sem solução.

## Definição
Zurek determinou a einseleção como segue: “ A decoerência leva à einseleção quando os estados do ambiente {\displaystyle |\epsilon _{i}\rangle } correspondendo a diferentes estados de ponteiro tornam-se ortogonais: {\displaystyle \langle \epsilon _{i}|\epsilon _{j}\rangle =\delta _{ij}} ",

## Detalhes
Estados de ponteiro einselecionados são distinguidos por sua capacidade de persistir apesar do monitoramento ambiental e, portanto, são aqueles em que sistemas quânticos abertos são observados. Compreender a natureza desses estados e o processo de sua seleção dinâmica é de fundamental importância. Esse processo foi estudado primeiro em uma situação de medição: Quando o sistema é um aparelho cuja dinâmica intrínseca pode ser negligenciada, os estados de ponteiro revelam-se ser autoestados da interação hamiltoniana entre o aparelho e seu ambiente. Em situações mais gerais, quando a dinâmica do sistema é relevante, a einseleção é mais complicada. Estados de ponteiro resultam da interação entre auto-evolução e monitoramento ambiental.
Para estudar a einseleção, foi introduzida uma definição operacional dos estados de ponteiro.
 Este é o critério de "peneira de previsibilidade", baseado em uma ideia intuitiva: os Estados de ponteiro podem ser definidos como aqueles que se tornam minimamente emaranhados com o ambiente no curso de sua evolução. O critério de peneira de previsibilidade é uma forma de quantificar essa ideia usando o seguinte procedimento algorítmico: Para cada estado puro inicial {\displaystyle |\psi \rangle }, mede-se o emaranhamento gerado dinamicamente entre o sistema e o ambiente calculando a entropia:
{\displaystyle {\mathcal {H}}_{\Psi }(t)=-\operatorname {Tr} \left(\rho _{\Psi }(t)\log \rho _{\Psi }(t)\right)}
ou alguma outra medida de previsibilidade pela forma reduzida da matriz de densidade do sistema {\displaystyle \rho _{\Psi }\left(t\right)} (que inicialmente é {\displaystyle \rho _{\Psi }(0)=|\Psi \rangle \langle \Psi |} ). A entropia é uma função de tempo e um funcional do estado inicial {\displaystyle \left|\Psi \right\rangle } . Os estados de ponteiro são obtidos minimizando {\displaystyle {\mathcal {H}}_{\Psi }\,} sobre {\displaystyle \left|\Psi \right\rangle } e demandando que a resposta seja robusta quando variando o tempo {\displaystyle t\ } .
A natureza dos estados de ponteiro foi investigada usando o critério de peneira de previsibilidade apenas para um número limitado de exemplos. Além do caso já mencionado da situação de medição (onde os estados de ponteiro são simplesmente autoestados da interação hamiltoniana), o exemplo mais notável é o de uma partícula browniana quântica acoplada através de sua posição com um banho de osciladores harmônicos independentes. Em tal caso, os estados de ponteiro são localizados no espaço fásico, mesmo que a interação hamiltoniana envolva a posição da partícula. Os estados de ponteiro são o resultado da interação entre auto-evolução e a interação com o ambiente e revelam-se serem estados coerentes.
Há também um limite quântico de decoerência: Quando o espaçamento entre níveis de energia do sistema é grande em comparação com as frequências presentes no ambiente, os autoestados de energia são einselecionados quase independentemente da natureza do acoplamento do sistema-ambiente.

## Decoerência colisional
Houve um trabalho significativo na identificação correta dos estados de ponteiro no caso de uma partícula massiva decoerida por colisões com um ambiente fluido, frequentemente conhecido como decoerência colisional. Em particular, Busse e Hornberger identificaram certos pacotes de onda solitônicos como sendo excepcionalmente estáveis na presença de tal decoerência.